# Брусиловский, Ефрем Моисеевич
Ефрем Моисеевич Брусиловский (1854—1933) — российский ревматолог, бальнео- и физиотерапевт, лимановед. Профессор, доктор медицинских наук.

## Биография
Ефрем Брусиловский родился в семье мелкого служащего волостной управы села Железное Бахмутского уезда Екатеринославской губернии (ныне посёлок Новгородское Торецкого горсовета Донецкой области Украины).
Окончив хедер, Ефрем мечтал о продолжении образования, но родители не располагали средствами, чтобы обеспечить сыну продолжение обучения в гимназии. На протяжении трёх лет он почти самостоятельно готовился к поступлению в старшие классы Таганрогской гимназии, куда затем успешно поступил. 
Чтобы обеспечить себя, Ефрем давал частные уроки детям зажиточных горожан. Во время учёбы Ефрем Брусиловский проявлял необычайные способности и быстро выдвинулся в ряды первых учеников. Гимназию в Таганроге он окончил с золотой медалью и поступил в Медико-хирургическую академию в Санкт-Петербурге, которую окончил в 1882 году с высшей похвалой. С 1883 года приступил к работе в Одессе врачом грязелечебницы на Куяльнике. Здесь он изучал лечебную грязь и озёрную рапу, принял активное участие в разработке проекта будущей грязелечебницы (ставшей для того времени самой большой и лучшей в России по постановке грязелечения).
В это время появляются первые печатные работы Ефрема Брусиловского по бальнеологии, в том числе «Невралгии и невриты, исходы при лиманном лечении», «О влиянии микроорганизмов на образование лиманной грязи», «Об отношении микробиологии к бальнеологии», «О сероводородном брожении Чёрного моря и Одесских лиманов» (недоступная ссылка) (в соавторстве с Н. Д. Зелинским), «Материалы для учения о физических свойствах одесских лиманов», «Основные задачи рационального способа приготовления грязевых ванн».
С 1900-х годов у Е. М. Брусиловского появляется особый интерес к заболеваниям суставов, результатом чего стали его работы «Хронический сочленовный ревматизм», а «Значение рентгенографии при дифференциальном распознавании некоторых болезней суставов» (в соавторстве с Л. Б. Бухштабом) — одна из первых в России работ в области рентгенологии.
В первые годы Советской власти Ефрем Моисеевич Брусиловский становится заведующим санаторно-лечебного подотдела Одесского санаторно-курортного управления, затем заведующим научным отделом курортного управления города. Он организовывает и лично возглавляет научную комиссию при курортном управлении для изучения природных лечебных богатств Одессы и её районов. В 1919 году Ефрем Моисеевич организовал в Одессе первую в России бальнеологическую выставку, реорганизованную в 1920 году в бальнеологический музей. В 1925 году основал и возглавил артрологическую клинику, реорганизованную в 1928 году во Всеукраинский бальнеологический институт (позже Одесский научно-исследовательский институт курортологии, ныне Украинский научно-исследовательский институт медицинской реабилитации и курортологии). Здесь он занимается разработкой эффективных методов грязелечения при заболеваниях опорно-двигательного аппарата различного происхождения, предложив для повышения эффективности комбинированное применение лечебной грязи со специфической и неспецифической терапией.
Написанный им учебник по болезням суставов — «Заболевания двигательного и поддерживающего аппарата и их лечение» (на 20-ти печатных листах) — вышел уже после его смерти. Умер Е. М. Брусиловский в возрасте 79 лет, похоронен в городе Одессе, его имя присвоено одному из санаториев.